# Chavannaz
Chavannaz ist eine französische Gemeinde im Département Haute-Savoie in der Region Auvergne-Rhône-Alpes.

## Geographie
Chavannaz liegt auf 553 m, etwa 18 Kilometer nordnordwestlich der Stadt Annecy (Luftlinie). Die Streusiedlungsgemeinde erstreckt sich an aussichtsreicher Lage am Südabhang der Montagne de Sion, über dem Tal der Les Usses, im Genevois.
Die Fläche des 3,17 km² großen Gemeindegebiets umfasst einen Abschnitt des Genevois. Die östliche Grenze verläuft entlang dem Ruisseau de Mostan, der das Gebiet zum Les Usses (linker Nebenfluss der Rhône) entwässert. Von der Talniederung erstreckt sich das Gemeindeareal westwärts über den Hang von Chavannaz bis auf die angrenzende Höhe, einen südlichen Ausläufer der Montagne de Sion, auf dem mit 703 m die höchste Erhebung von Chavannaz erreicht wird.
Zu Chavannaz gehören neben dem eigentlichen Ortskern auch verschiedene Weilersiedlungen und Gehöfte, darunter: 
- Poitrier (480 m) unterhalb des Dorfes
- Les Combes (570 m) am Hang über dem Tal der Usses
- Massy (600 m) am Hang oberhalb des Dorfes

Nachbargemeinden von Chavannaz sind Cernex im Norden und Osten, Marlioz im Süden sowie Minzier im Westen.

## Geschichte
Der Ortsname wurde früher Chavanaz geschrieben. Er geht auf das altfranzösische Wort chavane (Hütte, kleiner Hof) zurück. Von 1860 bis 2015 gehörte Chavannaz zum Wahlkreis (Kanton) Frangy.

## Sehenswürdigkeiten
Die Kirche Saint-André in Chavannaz stammt aus dem 18. und 19. Jahrhundert.

## Bevölkerungsentwicklung
| Jahr                       | 1962 | 1968 | 1975 | 1982 | 1990 | 1999 | 2006 | 2011 | 2020 |
| Einwohner                  | 95   | 78   | 80   | 111  | 111  | 137  | 173  | 189  | 249  |
| Quellen: Cassini und INSEE |      |      |      |      |      |      |      |      |      |

Mit 240 Einwohnern (Stand 1. Januar 2022) gehört Chavannaz zu den kleinsten Gemeinden des Départements Haute-Savoie. Im Verlauf des 19. und 20. Jahrhunderts nahm die Einwohnerzahl aufgrund starker Abwanderung kontinuierlich ab (1861 wurden in Chavannaz noch 278 Einwohner gezählt). Seit Mitte der 1970er Jahre wurde jedoch wieder eine deutliche Bevölkerungszunahme verzeichnet.

## Wirtschaft und Infrastruktur
Chavannaz ist noch heute ein vorwiegend durch die Landwirtschaft geprägtes Dorf. Daneben gibt es einige Betriebe des lokalen Kleingewerbes. Zahlreiche Erwerbstätige sind Wegpendler, die in den größeren Ortschaften der Umgebung sowie im Raum Annecy und Genf-Annemasse ihrer Arbeit nachgehen.
Die Ortschaft liegt abseits der größeren Durchgangsstraßen an einer Departementsstraße, die von Vers nach Sallenôves führt. Weitere Straßenverbindungen bestehen mit Minzier, Cernex und Cercier. Der nächste Anschluss an die Autobahn A40 befindet sich in einer Entfernung von rund 12 km.